# Le 10 juin 1999
Le 10 juin 1999, sous-titré La première guerre nucléaire vient de commencer (titre original : Arc Light) est un techno-thriller de l'écrivain américain Eric L. Harry paru en février 1993.
Le roman est sorti en France aux éditions Robert Laffont en 1995  (ISBN 978-2-221-07898-3) traduit par Jean Rosenthal et en version poche aux éditions Pocket sous le no 10116 (580 pages).

## Principaux personnages
- Greg Lambert : ancien agent de la Defense Intelligence Agency et conseiller à la sécurité nationale du Président.
- David Chandler : major dans l'armée de réserve des États-Unis, officier G2 versé dans une unité de chars M1.
- Pavel Filipov : aide du général Razov.
- Mélissa Chandler : avocate et épouse de David Chandler, a accouché de son premier enfant le jour de l'attaque nucléaire.
- Général Razov : dirigeant de la Russie et commandant en chef de l'armée russe.
- David Livingston : président des États-Unis au début du récit.

## Résumé
La Chine avait tenté de s'emparer de la Sibérie trois ans auparavant et ayant été bloquée par les forces armées de la fédération de Russie, on se retrouve dans une guerre de positions en Mandchourie.
Le 10 juin 1999, pour débloquer la situation, la Stavka, l'état-major russe, décide de lancer une offensive nucléaire tactique avec l'explosion de 169 ogives nucléaires tirées par les troupes des missiles stratégiques sur le front et les bases stratégiques chinoises.
Au même moment, l'armée nord-coréenne envahit la Corée du Sud et entraîne une mobilisation générale des États-Unis.
Le général Razov, qui était parvenu à bloquer l'armée chinoise et devenu de facto le dirigeant de la Russie, prévient le chef d'état-major des armées des États-Unis de l'attaque pour leur signaler que ces missiles ne leur sont pas destinés.
Le président des États-Unis, David Livingston, avertit le gouvernement chinois de l'imminence de l'attaque en pensant que celui-ci allait négocier pour arrêter un désastre.
Au même moment, un officier extrémiste russe, le général Zorine, qui a incité le gouvernement nord-coréen à déclencher l'attaque contre le Sud et n'était pas au courant de l'offensive contre la Chine, tente un coup d'État au Kremlin et liquide l'état-major, son objectif étant aussi d'utiliser l'arme atomique en Chine et de demander le retrait des forces américaines en Europe de l'Est.
Lorsque quatre missiles balistiques intercontinentaux des forces nucléaires de la Chine s'abattent sur la région de Moscou (sans occasionner de trop gros dégâts, la défense antimissile russe ayant été efficace), le putschiste croit à une attaque américaine. S'étant emparé de la valise des codes, il lance une attaque nucléaire massive avec plus d'un millier d'armes nucléaires lancées par des missiles sol-sol sur des cibles militaires aux États-Unis comme des bases aériennes, des sites de missiles et des centres de commandement comme Cheyenne Mountain, qui est anéantie par une dizaine de charges de 25 mégatonnes lancé par des SS-18. Cependant, Washington et la ville de Norfolk en Virginie sont touchées par des retombées radioactives mortelles.
C'est le début de la Troisième Guerre mondiale.
Réplique du même ordre des États-Unis, qui étaient passés en DEFCON 3 depuis l'avertissement de Razov, avec leur arsenal nucléaire, sur des sites stratégiques russes, avec l'utilisation de leurs bombardiers et de leurs missiles balistiques intercontinentaux dans le cadre du Single Integrated Operational Plan, et des batailles navales ont lieu entre les forces de lutte anti-sous-marine occidentales et les sous-marins russes.
Un cessez-le-feu a lieu après que le général Razov a repris le contrôle de la situation dans son pays.
Les pertes humaines dues à l'attaque de 649 mégatonnes russes et la réplique américaine de 1 092 mégatonnes atteignent environ 7 millions de morts de chaque côté, sur le coup et à court terme.
Malgré l'arrestation et l'exécution des putschistes, le peuple américain crie vengeance, et les troupes destinées à la Corée partent en Pologne et en Slovaquie pour préparer l'invasion de la Russie.
Le gouvernement américain est transféré dans le bunker de Mount Weather en Virginie.
Le président américain, qui ne voulait pas d’une guerre, est destitué par le Congrès des États-Unis et remplacé par le vice-président, Paul Constanzo, un écologiste de la Californie qui s’est rangé à la pression de l’opinion publique.
Le but de guerre est de démanteler la totalité de l'arsenal nucléaire russe.
Voici le plan de l'opération Sabre Vengeur, tirée d'un plan des années 1980, la doctrine Lehman du secrétaire d'État à la Marine John Lehman, durant l'administration de Ronald Reagan, qui est destinée à porter la guerre depuis l'Océan Pacifique jusqu'au cœur de la Sibérie. L'objectif est de couper le Transsibérien par des attaques aériennes, de débarquer des US Marines et de l'infanterie sur la côte pacifique russe, de neutraliser le quartier général de l'armée d'Extrême-Orient et de s'emparer de la base navale de Vladivostok. En coordination avec des opérations aéroportées, cela permet le contrôle de toute la Sibérie à l'est d'une ligne allant de la mer de Kara au nord jusqu'à Tomsk et Novossibirsk au sud, soit environ la moitié de la Russie continentale.

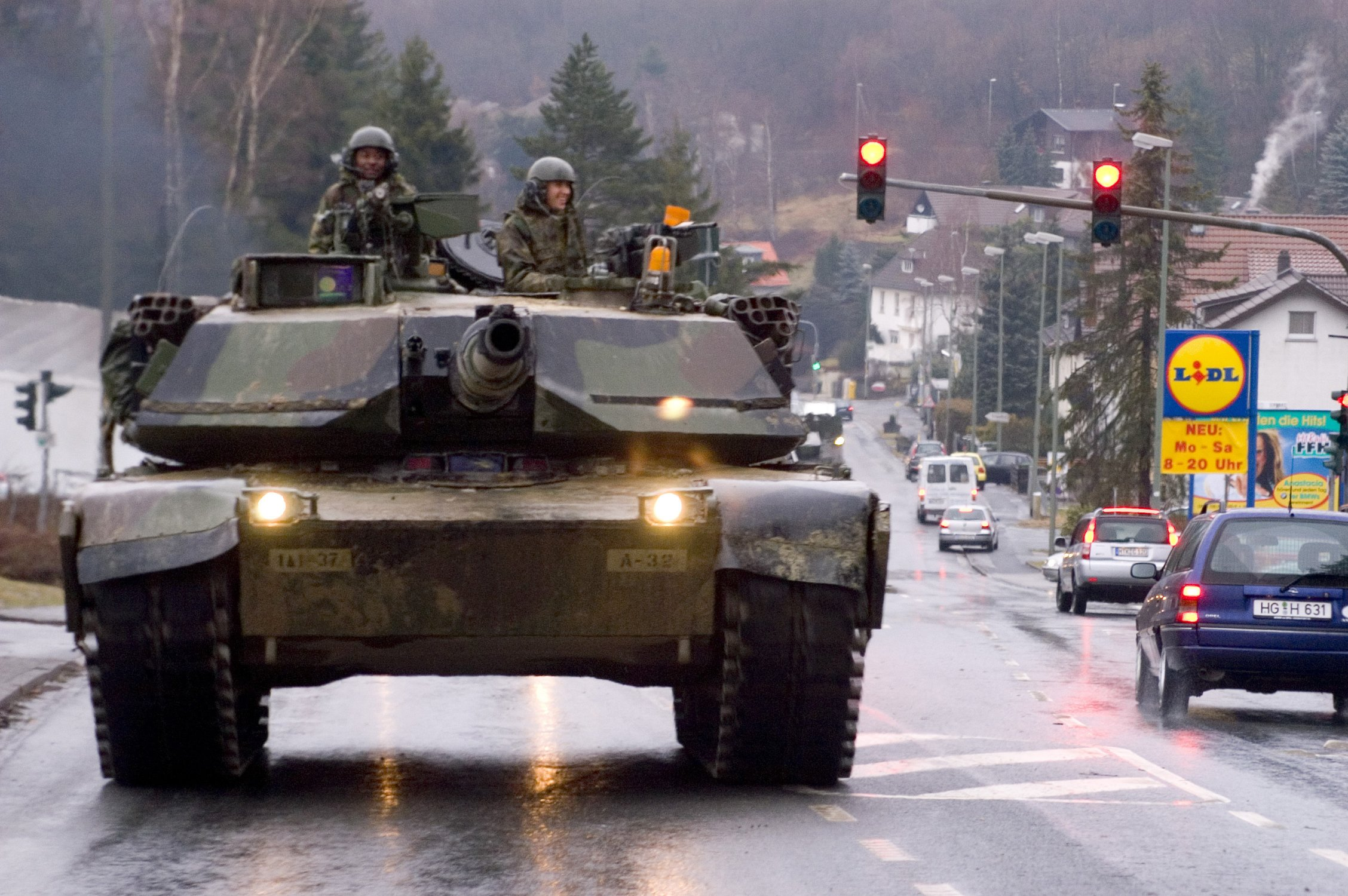
Char M1 Abrams de l'US Army en Allemagne. Les forces des États-Unis en Europe dépendent du United States European Command.

L'objectif des forces déployées en Pologne et en Slovaquie - soit 3 corps d'armée, 3 régiments de cavalerie blindée, 6 divisions blindées et d'infanterie mécanisée (soit les 2/3 de l'US Army avec 370 000 hommes, plus autant pour la marine et l'aviation), 12 escadres de chasse de l'US Air Force plus les forces de la coalition européenne - Royaume-Uni, Italie, Europe de l'Est, Turquie, etc. : le 1er corps d'armée de la British Army, 3 divisions et 2 brigades alpines de l’armée italienne et 13 divisions d'Europe de l'Est), est de foncer pour traverser l'Ukraine et la Biélorussie neutres, d'engager et de détruire sur le terrain l'armée russe, puis d'envahir Moscou avant les premières neiges de l'hiver, soit de parcourir 1 000 km. Le complexe militaro-industriel des États-Unis d'Amérique est mobilisé pour fournir l'effort de guerre nécessaire à cette gigantesque opération militaire.
La France et l'Allemagne n'ayant pas voulu s'engager, cela a conduit à de très sérieuses crispations diplomatiques et à la dissolution de l'Otan, remplacée par le TEAMS (Treaty for a Euro American Military Security/Traité pour une sécurité militaire euro-américaine) rassemblant les nations coalisées et utilisant la logistique de l'ancienne alliance atlantique dans les pays neutres.
Le Canada débarque une brigade pour libérer l'Islande, tombée aux mains des Russes.
La 6e flotte de la marine améticaine et la flotte italienne s'engagent en mer Noire pour y détruire la marine russe et y lancer des attaques contre les installations pétrolières dans le Caucase.
Le 17 juin 1999, une démonstration de force de l'USAF faisant exploser une arme nucléaire à haute altitude au-dessus de la Corée du Nord décide celle-ci à retirer ses forces du Sud et à cesser les hostilités.
Les 25 et 26 juin, une attaque russe est repoussée le jour du départ de l'offensive générale.

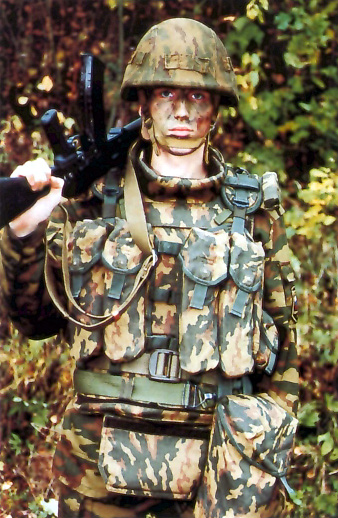
Un fantassin russe en tenue de camouflage.

La Russie a entretemps envoyé un corps d'armée occuper les pays baltes.
Le 13 juillet, après 16 jours de combat et 11 316 tués, 21 746 blessés et 516 disparus dans les rangs américains, la frontière russe est franchie, soit une progression de 50 km par jour.
Le 19 juillet, la 82e division aéroportée américaine, par air, la 101e par hélicoptère depuis des navires de débarquement, les forces spéciales, par sous-marins, et des marines britanniques et américains débarquent dans la péninsule de Kola pour former une tête de pont destinée à lancer une offensive sur Saint-Pétersbourg, avec l'aide de la Finlande et des divisions aéroportées et amphibies de l'armée polonaise. Les îles Kouriles passent sous contrôle de l'armée japonaise.
Le 20 juillet, le général-président russe menace d'atomiser toutes les villes américaines avec la composante sous-marine de son arsenal nucléaire qui a survécu à la première frappe si Moscou est attaqué et provoque une chute de 20 % de la productivité et un exode des grandes villes aux États-Unis.

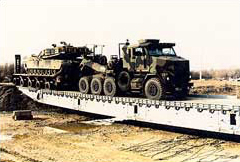
Pont provisoire mis en place par une unité de l'armée de réserve des États-Unis. Les problèmes logistiques pour une opération de grande envergure nécessitent énormément de moyens. Pour un combattant en première ligne, on trouve plus de sept personnes pour le soutien.

Le 15 août, les coalisés sont aux portes de Toula à 80 km au sud de Moscou et à 80 km de Khabarovsk, où se trouve le quartier général de l'armée russe d'Extrême-Orient. Ils traversent la rivière Samarga le long du Transsibérien et atteignent Petrozavodsk, à 200 km au nord de Saint-Pétersbourg.
L'armée de terre russe, à court de carburant, est devenue statique.
Le 24 août, Podolsk, à 25 km au sud des faubourgs de Moscou, tombe aux mains du 3e régiment de cavalerie blindée du Ve Corps.
La capitale russe est totalement encerclée en une semaine.
Le 31 août, le début de l’offensive destinée à prendre la ville est déclenché en utilisant, entre autres, des armes chimiques, larguées par des Panavia Tornado de l'armée de l'air italienne, en même temps qu’une opération aéronavale, qui doit détruire la flotte de SNLE russe.
Après de dramatiques péripéties, comme le tir des missiles stratégiques mer-sol russes, puis la neutralisation des ogives nucléaires de justesse grâce à un plaidoyer transmis en code par Greg Lambert, un émissaire américain, conseiller américain à la sécurité nationale et ancien membre de la Defense Intelligence Agency, qui est surtout ami d'un proche du président russe, le cessez-le-feu est signé le soir même.
Les pertes militaires américaines sont de 42 000 tués et 82 000 blessés en deux mois de guerre intensive.
La dénucléarisation de la Russie est amorcée, Moscou est occupée pour cinq ans et l'US Army s'interpose face à l’Armée populaire de libération chinoise tandis que des émeutes de la faim éclatent en Russie.